# Tico e Teco
Tico e Teco (no original em inglês Chip 'n Dale) são dois esquilos (mais especificamente tâmias), personagens fictícios de Walt Disney. Aparecem em vários desenhos do Pato Donald como antagonistas simpáticos, mas a sua estreia deu-se num desenho do Pluto de 1943. Em 1989 estrearam uma série própria: Tico e Teco e os defensores da lei

## Personagens
- Tico: É o mais inteligente dos dois.

- Teco: É meio tolo.